# Dolánka
Dolánka (315 m n. m.) je vrch v okrese Kolín Středočeského kraje. Leží asi 0,5 km jihovýchodně od obce Mrzky, převážně na katastrálním území obce Tismice.

## Geomorfologické zařazení
Geomorfologicky vrch náleží do celku Středolabská tabule, podcelku Českobrodská tabule, okrsku Bylanská pahorkatina a podokrsku Tismická tabule.

## Přístup
Vrch je pěšky dostupný z Mrzek, Vrátkova (silnice do Doubravčic). Z Tismic vede zelená turistická značka do Mrzek, značka odbočuje z polní cesty, která vede až na vrchol. V jižním prostoru plošiny je travnatá plocha pro sportovní létající zařízení Vrátkov.